# 피칸

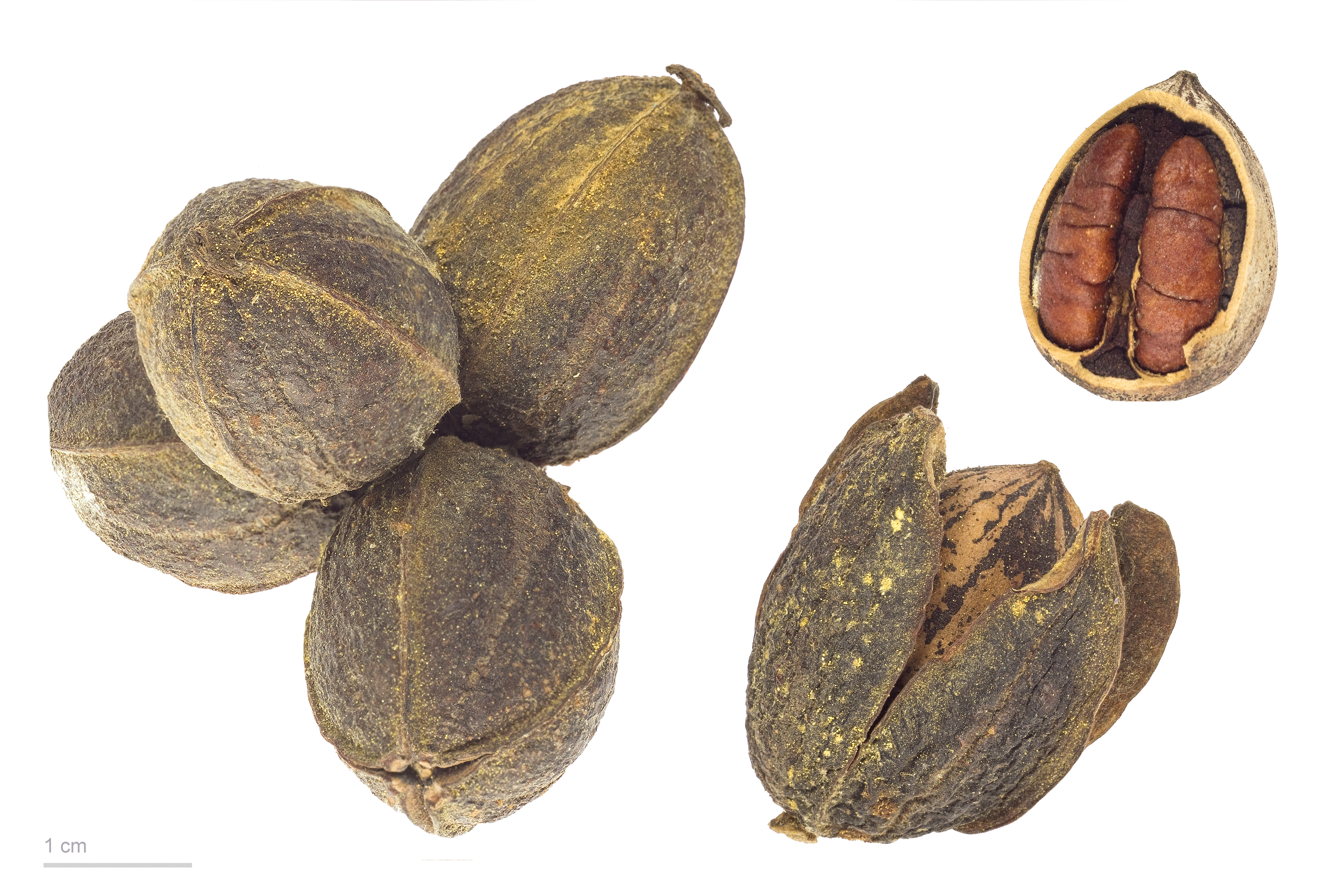
Carya illinoinensis

피칸(pecan, Carya illinoinensis 또는 illinoensis)은 히코리의 한 종으로, 북아메리카의 중남부 지역인 멕시코의 코아우일라주 남부와 할리스코주, 베라크루스주, 미국의 아이오와주, 일리노이주 남부와 인디애나주의 동부, 켄터키주, 노스캐롤라이나주, 사우스캐롤라이나주의 서부, 테네시주 서부, 조지아주, 앨라배마주, 미시시피주, 루이지애나주, 텍사스주, 오클라호마주, 아칸소주 남부에 자생한다.
"피칸"(Pecan)은 알곤킨어 단어로 돌로 깨야하는 견과류를 의미한다.

## 같이 보기
- 버터 피칸
- 피칸 파이